# Mercy (chanson de Kanye West)
Pour les articles homonymes, voir Mercy.
Singles de Kanye West
No Church in the Wild
(2012) Cold
(2012)
Singles par Big Sean
Dance (A$$)
(2011) Till I Die
(2012)
Singles par Pusha T
What Do You Take Me For?
(2011)
Singles par 2 Chainz
What Do You Take Me For?
(2011) Beez in the Trap
(2012)
Mercy est une chanson du rappeur américain Kanye West enregistrée en collaboration avec les rappeurs Big Sean, Pusha T et 2 Chainz. C'est le 1er single extrait de l'album Cruel Summer, sorti en septembre 2012. La chanson est sortie en tant que single le 6 avril 2012 sur les plateformes de téléchargement numérique aux États-Unis. Elle a été écrite par Kanye West, Tauheed Epps, Sean Anderson et Terrence Thornton et a été produit par Lifted, Mike Dean et Kanye West.

## Liste des pistes
| 1. | Mercy | 5:32 |

## Samples
"Mercy" contient des samples vocaux de "Dust a Sound Boy" de Super Beagle et "Cu-Oonuh" de Reggie Stepper, utilisés en introduction. Le refrain avec la voix modifiée provient du titre "Lambo", interprété par le rappeur YB.

## Clip
Le clip est réalisé par Kanye West avec l'aide du photographe-réalisateur australien Nabil Elderkin, qui avait déjà collaboré avec lui pour les clips de "Welcome to Heartbreak" et "Paranoid". Le tournage a eu lieu dans le parking d'un centre commercial à Doha au Qatar, durant le tournage du court-métrage Cruel Summer également dirigé par West.
En noir et blanc, le clip est fait de travellings latéraux faisant apparaître les rappeurs. D'autres artistes du label GOOD Music, comme Kid Cudi, Cyhi the Prynce, Teyana Taylor, Hit-Boy, D'banj et Mr Hudson, y font des caméos. Tous portent un Keffieh noir.
On peut apercevoir une Lamborghini Gallardo LP560-4. De plus, la vidéo est conclue par une Lamborghini Murciélago qui passe très rapidement.

## Classements
| Classement / pays (2012)             | Meilleure position |
| ------------------------------------ | ------------------ |
| Australie (ARIA)                     | 60                 |
| Canada (Billboard Canadian Hot 100)  | 46                 |
| France (SNEP)                        | 101                |
| UK R&B (Official Charts Company)     | 23                 |
| UK Singles (Official Charts Company) | 82                 |
| Billboard Hot 100                    | 13                 |
| Hot R&B/Hip-Hop Songs (Billboard)    | 1                  |
| Rap Songs (Billboard)                | 1                  |
| Rhythmic Top 40 (Billboard)          | 1                  |

## Historique de sortie
| Pays       | Date          | Formats                |
| ---------- | ------------- | ---------------------- |
| États-Unis | 6 avril 2012  | Téléchargement digital |
| États-Unis | 24 avril 2012 | Diffusion radio        |